# 天京之變

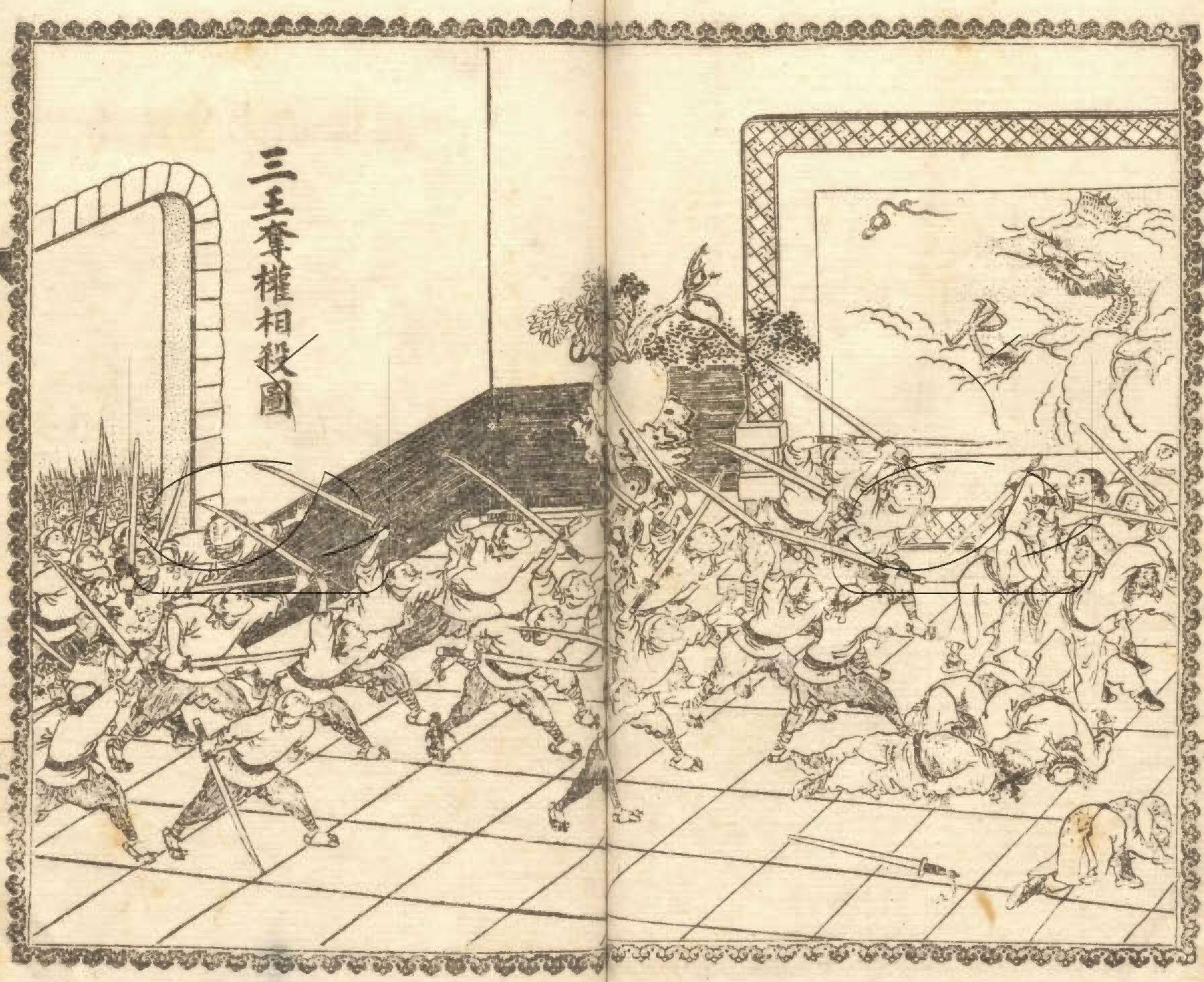

「天京之變」又稱「天京事變」，「天京變亂」，也有學者称作「楊（楊秀清）韋（韋昌輝）內訌」或「楊韋事件」，是太平天國領導層的一次嚴重內訌。發生於清朝後期的1856年，地點在首都天京（今江蘇南京），東王楊秀清、北王韋昌輝及燕王秦日綱在此事件中被殺，包括翼王石達開的全部親人（石達開本人逃出），軍、民共有約兩萬人喪命。「天京事變」是太平天國失敗的重要原因之一，亦是太平天國由盛而衰的轉捩點。

## 背景
1851年，天王洪秀全在「永安封王」時，命其他四王歸東王楊秀清節制。自從南王馮雲山及西王蕭朝貴相繼戰死後，權力更加集中在東王一人身上。
在太平天國前期，實權由軍師掌握，天王雖然地位在各王之上，然而在制度上是一個虛位元首，實際權力在正軍師東王楊秀清手上。另外重要的是，洪秀全在1848年承认「天父下凡」附身楊秀清後，楊秀清不時假託「天父下凡」發令，連洪秀全也要聽從楊秀清的命令。
太平天國定鼎于天京後，東王與其他諸王的關係日趨緊張。北王曾因下屬犯錯而被東王下令杖责，北王韦昌辉的族兄因為跟東王的妾兄發生財產爭執而惹怒東王，東王叫北王議罪，北王被迫把族兄五馬分屍。翼王石達開的岳父黃玉崑因公事開罪東王，被杖刑三百，革去爵位及降職，同一事件亦令燕王秦日綱及另一高官陳承瑢被東王杖刑。即使是天王，也多次被東王假借「天父下凡」以杖刑威嚇。由於東王權大，眾人往往敢怒而不敢言。

## 經過
1856年6月20日，太平軍攻破清軍向榮的江南大營，解天京三年之圍。向榮在8月9日死後，其死訊不久便傳入天京，東王楊秀清見當時太平軍形勢大好，權力欲望極度膨脹。
1856年8月，東王楊秀清假稱「天父下凡」，召天王洪秀全到東王府。「天父附身」的東王對天王說：“尔与东王皆为我子，东王有咁（客語，意為「這麼」）大功劳，何止称九千岁？”洪秀全說：「東王打江山，亦當是萬歲。」「天父」又問：“东世子岂止是千岁？”洪說：“东王既万岁，世子亦便是万岁，且世代皆万岁。”「天父」大喜說：「我回天矣。」
「天父」要求洪秀全把東王楊秀清由「九千歲」封為「萬歲」，洪秀全當時假裝同意，為表示慶賀推延至楊秀清生日（公曆當年9月23日）時正式封萬歲。洪秀全其後密詔，要领兵在外的北王韦昌辉、燕王秦日綱等人誅殺楊秀清。還有一說，此時北王韋昌輝請求天王誅殺東王，天王不肯。及陳承瑢後來向天王告密，謂楊秀清有弒君篡位之企圖，天王密詔韦昌辉、石达开及燕王鏟除楊秀清。
“杨秀清逼封万岁”的說法，來自李秀成被俘後的《李秀成自述》，石達開臨刑前的口供則說洪故意加封。燕王秦日纲亲信部属英國爱尔兰人「肯能」逃回欧洲的口述记录资料只字未提；收录在《太平天国》资料丛刊中的《石达开自述》与晚近发现的《三略汇编·石达开自述》，均未提及杨秀清挟洪秀全去“逼封为万岁”的事，也未提到杨秀清有任何叛逆行为。
韋昌輝率三千精兵趕回天京，9月1日夜在城外與秦日纲會合，陳承瑢開南门接應。眾軍在凌晨突襲東王府，東王杨秀清被殺，東王府內數千男女，包括東王妻妾五十四人同被殺盡。
隨後韋昌輝以搜捕“东党”为名，大杀异己，平民也不能幸免。总计被杀的军民约有两万余人。
翼王石達開9月26日（一说杨秀清被杀的六星期后）到天京，在天王府會晤韋昌輝，韋昌輝和秦日纲给翼王石達開看了他们诛杀杨秀清的行动过程记录。因韋昌輝大开杀戒，石達開亦有部屬在亂中被殺，責備韋昌輝濫殺之事，说：“你们杀了东王和他们的主要将领还不满足？为何还要杀这么多为我们打仗的弟兄？”……石達開说：“你们既然已经走到这个地步，你们自己可以了结这件事，我就不管了。”两人不歡而散，石达开認為韋昌輝會報復，当天晚上悄悄集合他的大部分部隊要逃出城，来到西门，但不经韋昌輝许可是不得出城的。石達開部隊就杀死守门的衛兵出了城。果如其然，韋昌輝率兵要殺石達開，未能捉拿石達開，於是盡殺石達開家屬及其王府部屬。石達開從安慶起兵討伐韋昌輝，求天王殺韋昌輝以謝天下。天京以外的太平軍大多支持石達開。
由於害怕再起兵變，天王派人当众谴责韦昌辉：“你跟我，若沒有東王就沒有今天，我本來沒有殺他之意，現在既然已經捕殺了東王，東王部下們又有甚麼錯？又要把他們全部殺掉！應該以天父好生之德為念，放了他們才對！”韦昌辉闻言大怒：“我为他（指天王）除掉了大害，如今反责备我，是想沽名釣譽嗎？”北王在勢急下攻打天王府，但最終敗於效忠天王的將士，北王韋昌輝於11月2日被殺，其首級被函送安徽石達開營中驗收；其幫兇燕王秦日綱及陳承瑢不久亦被處死，天京之變告一段落。
後來天王撤銷了楊秀清的圖謀篡位罪名。一八五九年，洪秀全接受堂弟洪仁玕的建議，為進一步安撫楊秀清的舊部，彌補信仰危機，挽回人心，平反了楊秀清，將九月二日（『天曆』七月二十七日）楊被殺之日定為「東王升天節」。洪秀全的上谕：“七月念七东升节，天国代代莫些忘。谢爷降托赎病主，乃僉世人转天堂。天国代代遵三重，天情真道福无穷。妄为推测有何益？可怜叛爷成臭虫。”即教导臣民千万不要推测构成冤案的原因，“叛爷”指韦昌辉、秦日纲和陈承镕三人。洪秀全在给英国公使额尔金的《赐额尔金诏》中谈到杨秀清的死因时说东王是被“陷害”的，相当于太平天国官方公布的东王被杀原因是遭陷害。韦昌辉、秦日纲和陈承瑢伏诛后，洪秀全没有株连他们的族人，例如陳承瑢的胞侄陳玉成便成為天京事變後支撐天國的一名大員。

## 影響
天京事變後，太平天國內人心開始渙散，軍事形勢逆轉，清軍陸續在各戰場得勝，太平天國的控制區大為縮小，即使後來太平軍攻下江浙一帶，形勢上也一直處于下風。
北王韋昌輝死後，翼王石達開執政，天王洪秀全開始重用其洪氏兄弟以牽制石達開，导致石達開在1857年帶領大軍出走，更令太平天國雪上加霜。
太平天國初期由軍師主政的政制，在天京事變及翼王出走後已名存實亡。後期的太平天國，天王雖然掌握了實權，然而當時的政府架構頗為混亂，加速了太平天國的滅亡。

## 疑雲
有人認為楊秀清「逼封萬歲」一事並不真確，只是洪秀全殺楊的藉口，當時太平天國刊行的《天父天兄聖旨》也沒有提及此事，但至今未有足夠証據支持「無逼封萬歲」說。